# Bruce Harlan
Bruce Harlan (Marple Newtown, 2 de janeiro de 1926 – Norwalk, 22 de junho de 1959) foi um saltador estadunidense, campeão olímpico.

## Carreira
Ele competiu nos Jogos Olímpicos de Verão de 1948 em Londres e venceu a prova masculina de trampolim de 3 metros com a pontuação total de 163.64, conhecida na ocasião como springboard. Na mesma edição, conquistou a prata na plataforma. Em 1961, a Michigan Interscholastic Swim Coaches Association (MISCA) homenageou Harlan com a criação de um prêmio em seu nome. Ele foi introduzido no International Swimming Hall of Fame em 1975.